# Cannabinoid-Rezeptor 2
Der Cannabinoid-Rezeptor 2 (offiziell kurz: CNR2, alternative abgekürzte Bezeichnungen: CB2, CX5, CB-2) vermittelt die Wirkungen endogener Cannabinoide wie auch exogen zugeführter Cannabinoide wie z. B. Δ9-Tetrahydrocannabinol aus Cannabis sativa in Zellen des Immunsystems und Zellen, die am Knochenauf- (Osteoblasten) und -abbau (Osteoklasten) beteiligt sind, und ist damit ein Bestandteil des Endocannabinoid-Systems.

## Genetik
Der Cannabinoid-Rezeptor 2 wird von einem Gen auf Chromosom 1p36.11 codiert und gehört zur an das G-Protein-gekoppelten Rezeptorfamilie. Er wird in ein 360 Aminosäuren großes Protein transkribiert.

## Funktionen
CB2-Rezeptoren wurden im Zentralnervensystem verschiedener Tierarten nachgewiesen und die Tatsache, dass ihre Expression durch entzündliche Stimuli erhöht wird legt nahe, dass sie bei der Pathogenese und der endogenen Reaktion auf neuronale Verletzungen beteiligt sind.

### Wirkung bei der Alzheimerschen Krankheit
Eine CB2-Aktivierung könnte durch verschiedene Mechanismen positive Auswirkungen auf den Verlauf der Alzheimer-Krankheit haben, unter anderem durch die Verringerung lokaler, Mikroglia-vermittelten Entzündungen und einer erhöhten Beta-Amyloid-Entfernungsrate.

### Wirkung bei HIV-assoziierter-Enzephalitis
CB2-Rezeptoren können an der Entzündungsantwort auf eine virale Infektion des Gehirns beteiligt sein, indem sie die Produktion von Entzündungsmolekülen und den Eintritt von peripheren Zellen in das Zentralnervensystem modulieren.

## Liganden
|                                                  | CB1-Affinität (Ki) | CB1-Wirkung        | CB2-Affinität (Ki) | CB2-Wirkung    | Vorkommen / Herkunft                      | Quelle               |
| ------------------------------------------------ | ------------------ | ------------------ | ------------------ | -------------- | ----------------------------------------- | -------------------- |
| Anandamid                                        | 78 nM              | Vollagonist        | 370 nM             | Partialagonist | endogen, vierfach ungesättigten Fettsäure | [ 3 ]                |
| 2-Arachidonylglycerol (2-AG)                     | 58,3 oder 470 nM   | Vollagonist        | 145 nM             | Vollagonist    | endogen                                   | [ 4 ] [ 5 ]          |
| 2-Arachidonylglycerylether (2-AGE, Noladinäther) | 21 nM              | Vollagonist        | 480 nM             | Vollagonist    | endogen                                   | –                    |
| HU-210                                           | 0,41 nM            | Vollagonist        | –                  | –              | exogen, synthetisch                       | [ 3 ] [ 6 ]          |
| AM-1221                                          | 52,3 nM            | Agonist            | 0,28 nM            | Agonist        | exogen, synthetisch                       | [ 7 ]                |
| AM-1235                                          | 1,5 nM             | Agonist            | 20,4 nM            | Agonist        | exogen, synthetisch                       | [ 8 ]                |
| AM-2232                                          | 0,28 nM            | Agonist            | 1,48 nM            | Agonist        | exogen, synthetisch                       | [ 8 ]                |
| AM-2201                                          | 1,0 nM             | Vollagonist        | –                  | –              | exogen, synthetisch                       | [ 7 ]                |
| JWH-007                                          | 9,0 nM             | Agonist            | 2,94 nM            | Agonist        | exogen, synthetisch                       | [ 9 ]                |
| JWH-015                                          | 383 nM             | Agonist            | 13,8 nM            | Agonist        | exogen, synthetisch                       | [ 9 ]                |
| JWH-018                                          | 9,0 ± 5,0 nM       | Vollagonist        | 2,94 ± 2,65 nM     | Vollagonist    | exogen, synthetisch                       | [ 10 ]               |
| JWH-019                                          | –                  | Agonist            | –                  | –              | exogen, synthetisch                       | –                    |
| JWH-073                                          | 8,9 nM             | Partialagonist     | –                  | –              | exogen, synthetisch                       | [ 4 ]                |
| JWH-122                                          | 0,69 nM            | Vollagonist        | –                  | –              | exogen, synthetisch                       | [ 11 ]               |
| CP-47,497                                        | 2,1 nM             | Agonist            | –                  | –              | exogen, synthetisch                       | [ 12 ] [ 13 ] [ 14 ] |
| CP-55,940                                        | 2,6 nM             | Agonist            | –                  | –              | exogen, synthetisch                       | [ 3 ]                |
| Δ9-Tetrahydrocannabinol                          | 10 nM              | Partialagonist     | 24 nM              | Partialagonist | exogen, Hanfpflanze (Cannabis)            | [ 15 ]               |
| Cannabidiol                                      | –                  | Agonist/Antagonist | –                  | –              | exogen, Hanfpflanze                       | [ 16 ]               |
| Yangonin                                         | 720 nM             | Agonist            | –                  | –              | exogen, Kavapflanze (Piper methysticum)   | [ 17 ]               |
| (−)-Epigallocatechin-3-O-gallat (EGCG)           | 33,6 μM            | Agonist            | >50 μM             | ?              | exogen, Teepflanze (Camellia sinensis)    | [ 18 ]               |
| (−)-Epigallocatechin (EGC)                       | 35,7 μM            | Agonist            | –                  | –              | exogen, Teepflanze                        | [ 18 ]               |
| (−)-Epicatechin-3-O-gallat (ECG)                 | 47,3 μM            | Agonist            | –                  | –              | exogen, Teepflanze                        | [ 18 ]               |
| Rimonabant                                       | –                  | Antagonist         | –                  | –              | exogen, synthetisch                       |                      |
| Ibipinabant (SLV319, BMS-646,256)                | –                  | Antagonist         | –                  | –              |                                           | [ 19 ]               |
| Otenabant (CP-945,598)                           | –                  | Antagonist         | –                  | –              |                                           | [ 20 ]               |
| Pregnenolon                                      | –                  | Antagonist         | –                  | –              | endogen, Prohormon von Progesteron        |                      |
| Δ8-Tetrahydrocannabivarin                        | –                  | Antagonist         | –                  | –              |                                           | [ 21 ]               |
| Cannabigerol                                     | –                  | Antagonist         | –                  | –              |                                           | [ 22 ]               |
| Virodhamin                                       | –                  | Antagonist         | –                  | –              |                                           | [ 23 ]               |
| UR-144                                           | 150 nM             | Vollagonist        | 1,8 nM             | Vollagonist    | exogen, synthetisch                       | [ 24 ]               |
| N-Arachidonoyldopamin (NADA)                     | 250 nM             | Agonist            | 12 µM              | ?              | endogen                                   | [ 5 ]                |